# Марк Ентоні
Марк Ентоні (англ. Marc Anthony, справжнє ім'я Марко Антоніо Муньїс Руїс, ісп. Marco Antonio Muñiz Ruiz, 16 вересня 1968 Нью-Йорк) — популярний американський співак стилю «сальса», музикант і композитор, актор. Популярний як в країнах Латинської Америки, так і за їх межами. Колишній чоловік співачки і актриси Дженніфер Лопес.

## Життєпис
Марк Ентоні народився в Нью-Йорку в родині пуерториканців. Його мати — Гілєрміна — була домогосподаркою, а батько — Філіп Муньіс — музикантом і працівником закусочної в госпіталі. Марк Ентоні отримав своє ім'я на честь Марко Антоніо Муньіса, мексиканського співака, популярного в Пуерто-Рико. У нього є сестра, яку звуть Іоланда Муньїс.
У Ентоні є дочка Аріанна, народжена в 1994 році від його колишньої дівчини Деббі Росадо, яка була офіцером поліції Нью-Йорка.
Марк Ентоні одружився з колишньою Міс Всесвіт Даянаре Торрес 9 травня 2000 року в Лас-Вегасі. Від цього шлюбу у нього два сини: Крістіан Ентоні Муньїс (нар. 5 лютого 2001 роки) і Раян Ентоні Муньїс (нар. 16 серпня 2003 року). Це був хиткий шлюб, і вони розлучилися влітку 2002 року. Але незабаром вони знову зійшлися і підтвердили свої шлюбні клятви на церемонії в Пуерто-Рико в грудні 2002 року. Але в жовтні 2003 року пара все ж остаточно розлучилася. Торрес почала шлюборозлучний процес в 2004 році.